# Palmehuset i Łódź
Palmehuset i Łódź (polsk Palmiarnia Łódzka) er et af Europas mest moderne palmehuse og en af de mest interessante bygninger i Łódź. Palmehuset er omringet af Park Źródliska som er skrevet ind i seværdighedsregisteret.
Palmehuset blev åbnet for besøgende i 1956, og har arvet plantesamlinger – især palmer – fra byens fabrikanters orangerier. Det indeholder omkring 4500 planter fordelt på 1100 arter fra 65 botaniske familier. Den unikke palmesamling er nært knyttet til Łódź’ historie.

## Eksterne Henvisninger
Palmehusets hjemmeside Arkiveret 5. august 2007 hos  Wayback Machine
| Botanik | Spire Denne botanikartikel er en spire som bør udbygges. Du er velkommen til at hjælpe Wikipedia ved at udvide den. |

51°45′37.25″N 19°28′48.45″Ø / 51.7603472°N 19.4801250°Ø